# Brick by Brick (album)
Brick by Brick è un album punk rock del 1990 di Iggy Pop.

## Il disco
Questo è il nono album di Iggy Pop come solista, contiene due duetti vocali, la traccia 4 e la traccia 10, il primo è con Kate Pierson nella canzone Candy e il secondo nel brano Starry Night con John Hiatt.

## Tracce
1. Home – 4:01
2. Main Street Eyes – 3:41
3. I Won't Crap Out – 4:02
4. Candy – 4:14
5. Butt Town – 3:33
6. The Undefeated – 5:05
7. Moonlight Lady – 3:30
8. Something Wild – 4:01
9. Neon Forest – 7:05
10. Starry Night – 4:01
11. Pussy Power – 2:47
12. My Baby Wants to Rock and Roll – 4:46
13. Brick by Brick – 3:29
14. Livin' on the Edge of the Night – 3:07

## Credits

### Formazione
- Band di Iggy Pop: Iggy Pop, Charley Drayton, Kenny, Jamie Muhoberac
- Musicisti ospiti: Waddy Wachtel, David Lindley, Duff McKagan, Slash

### Cast artistico
- Waddy Wachtel - chitarra acustica
- Iggy Pop - accompagnamento chitarra acustica
- Waddy Wachtel - chitarra elettrica
- Slash - chitarra solista
- Iggy Pop - accompagnamento chitarra elettrica
- Charley Drayton - basso
- Duff McKagan - basso
- Kenny - percussioni
- Jamie Muhoberac - tastiere
- Iggy Pop - voce
- David Lindley - mandolino

### Cast tecnico
- Clark Germaine, Danny Bosworth, Eric Rudd, Martin Schmelzle - arrangiamenti
- Don Was - produzione
- Steve J. Gerdes - artwork design
- Charles Burns - artwork illustrazioni
- David Wojnarowicz - artwork painting
- Michael Lavine - fotografia
- Ed Cherney - registrazione
- Ed Cherney - mixaggio